# 김대건 (1977년 5월)
김대건(1977년 5월 24일 ~ )은 대한민국의 축구 선수이며, 포지션은 미드필더이다.